# 沼田月斎
沼田 月斎（ぬまた げっさい、天明7年（1787年） - 元治元年6月29日（1864年8月1日））は、江戸時代後期の浮世絵師。姓は沼田、名は正民または政民。俗称は半左衛門。字は士彝。凌雲とも号す。

## 生涯
牧墨僊及び葛飾北斎の門人。150石取りの尾張藩の侍で代官町に住んだ。文化元年（1804年）に大番組となっている。初め牧墨僊に絵を学び、のちに墨僊からその前名である月斎歌政の名を譲られ、二代目月斎歌政と称した。これは墨僊の妻が沼田氏で、月斎と何らかの繋がりがあったためとも思われる。文化9年（1812年）、名古屋滞在中の葛飾北斎からも墨僊とともに絵を学んでいる。
文政のころ月斎を名乗り、文政元年（1818年）刊行の『北斎画鏡』や、翌年刊行の『北斎漫画』九編などの奥付に、校合門人の一人として月斎歌政の名前が見られる。版本の作としては天保14年（1843年）刊行の『絵本今川状』などがある。肉筆浮世絵では美人画を得意としたが、「歌政」と署名した作品は後に師のものと間違われる場合もあった。
天保以降は浮世絵から離れて張月樵・山本梅逸に師事して南画で一家を成し嘉永6年（1853年）には画壇から退く。享年78。門人に埴原月岬、大石真虎、川崎千虎、川崎美政、岩田古朴、服部月真、今井雪政らがいる。

## 作品
| 作品名           | 技法     | 形状・員数 | 所有者         | 年代               | 款記・印章                                              | 備考                                                                   |
| ---------------- | -------- | ---------- | -------------- | ------------------ | ------------------------------------------------------- | ---------------------------------------------------------------------- |
| 遊女立姿図       | 絹本着色 | 1幅        | 東京国立博物館 |                    |                                                         | 画中美人のやや両目が離れた艶冶な容貌から、渓斎英泉の影響が指摘される。 |
| 鎌倉江戸道中図巻 | 紙本淡彩 | 1巻        | 板橋区立美術館 | 文化10年（1813年） |                                                         |                                                                        |
| 大夫図           | 絹本着色 | 1幅        | 神戸市立博物館 |                    | 款記「歌政寫」                                          |                                                                        |
| 二美人図         | 紙本着色 | 1幅        | 名古屋市博物館 |                    |                                                         |                                                                        |
| 納涼美人図       | 絹本着色 | 1幅        | 熊本県立美術館 |                    | 款記「月斎運雪戯画」/「月斎」白文方印・「月斎」白文円印 |                                                                        |
| 花魁図           | 絹本着色 | 1幅        | フリーア美術館 |                    |                                                         |                                                                        |
| 唄いの師匠図     | 絹本着色 | 1幅        | フリーア美術館 |                    |                                                         |                                                                        |
| 羽根突きの図     |          |            |                |                    |                                                         |                                                                        |